# General A. Tejeda y su A. Graciano Sánchez
General A. Tejeda y su A. Graciano Sánchez är en ort i Mexiko.   Den ligger i kommunen Álamo Temapache och delstaten Veracruz, i den sydöstra delen av landet, 220 km nordost om huvudstaden Mexico City. General A. Tejeda y su A. Graciano Sánchez ligger 39 meter över havet och antalet invånare är 663.
Terrängen runt General A. Tejeda y su A. Graciano Sánchez är platt. Runt General A. Tejeda y su A. Graciano Sánchez är det ganska tätbefolkat, med 65 invånare per kvadratkilometer. Närmaste större samhälle är Temapache, 13,7 km nordost om General A. Tejeda y su A. Graciano Sánchez. Trakten runt General A. Tejeda y su A. Graciano Sánchez består till största delen av jordbruksmark.